# 丁仁長
丁仁長（1861年—1926年），字伯厚、號潛客，廣東省廣州府番禺縣（今廣東省廣州市）人，清朝政治人物。

## 生平
光緒八年（1882年）中舉，次年联捷進士；同年五月，改翰林院庶吉士。光緒十二年四月，散館，授翰林院編修。次年，改國史館協修官。光緒十七年，任貴州鄉試正考官。光緒十九年，任順天鄉試同考官。